# موسیقی مقامی هفتگی
در میان یهودیان خاورمیانهای، مزراحی و صفاردی، برای هر یک از دعاهای شبت از یک مقام به خصوص استفاده می‌شود. مقام واژه‌ای عربی به معنای مکان و جایگاه است، که در موسیقی به معنای ملودی‌های استاندارد و مجموعه‌ای از نغمات مرتبط به هم است. از این مقام‌ها برای ایجاد احساسات در خوانندگان دعا بدون این که در متن ادعیه تغییری ایجاد شود، استفاده می‌شود. اگرچه در میان مسلمانان خاورمیانه‌ای هم از مقام در خواندن قرآن و ادعیه استفاده می‌شود، امّا در با یهودیان در برخی زمینه‌ها متفاوت است. در این مقاله موسیقی یهودیان سوریه ملاک قرار داده شده، اگرچه موسیقی مزراحی نیز بر پایهٔ مقام است. موسیقی اشکنازی نیز از سیستمی مقامی امّا ساده‌تر و شامل سه مقام اصلی استفاده می‌کند.

## فهرست مقام‌ها
- مقام راست
- مقام ماهور
- مقام عجم
- مقام نهاوند
- مقام بیات
- مقام حُسِنی (حسینی)
- مقام رهاوی نوا
- مقام صباح
- مقام سه‌گاه
- مقام حجاز